# Дескансо (Калифорнија)
Дескансо (енгл. Descanso) насељено је место без административног статуса у америчкој савезној држави Калифорнија.

## Демографија
По попису из 2010. године број становника је 1.423.
| Група             | 2000.    | 2010.         |
| Белци             | 0 (0,0%) | 1.198 (84,2%) |
| Афроамериканци    | 0 (0,0%) | 5 (0,4%)      |
| Азијати           | 0 (0,0%) | 16 (1,1%)     |
| Хиспаноамериканци | 0 (0,0%) | 150 (10,5%)   |
| Укупно            | 0        | 1.423         |